# Silvio Gutiérrez
Silvio Gutiérrez (Cuenca, Ecuador; 28 de febrero de 1993) es un futbolista ecuatoriano. Juega de lateral izquierdo y su equipo actual es Deportivo Cuenca de la Serie A de Ecuador.

## Trayectoria deportiva
Realizó todas las divisiones inferiores del Deportivo Cuenca jugando en todas las categorías hasta la sub-18, cuando en el 2012 es ascendido al equipo de primera división donde hace su debut como futbolista profesional en la Serie A de Ecuador con el director técnico Luis Soler ante el equipo Centro Deportivo Olmedo.
Desde su debut fue tomado en cuenta todos los años convirtiéndose en uno de los jugadores importantes en la plantilla. En agosto del 2017 deja el club después de jugar 112 partidos oficiales incluyendo 2 participaciones en Copa Sudamericana y ficha por el Gualaceo hasta final del 2017.
En el año 2018 llega a Delfín Sporting Club por pedido de Fabián Bustos, donde juega dos temporadas seguidas participando en la Copa Libertadores y consiguiendo el título de campeón de la Serie A de Ecuador en 2019.
En marzo de 2020 pasa al Club Deportivo América en condición de préstamo para lo que restaba de la temporada.
Tras su recorrido por el fútbol ecuatoriano, en febrero del 2022 llega al fútbol europeo tras fichar por el Van de la Liga Premier de Armenia.
En 2023 regresó a Ecuador para fichar por el equipo con el que debutó, Deportivo Cuenca.

## Clubes
Actualizado al último partido disputado el 3 de diciembre de 2023.
| Club             | País          | Año           | Partidos | Goles |
| ---------------- | ------------- | ------------- | -------- | ----- |
| Deportivo Cuenca | Ecuador       | 2012-2017     | 111      | 3     |
| Gualaceo S. C.   | Ecuador       | 2017          | 12       | 0     |
| Delfín S. C.     | Ecuador       | 2018-2019     | 18       | 1     |
| América de Quito | Ecuador       | 2020          | 13       | 1     |
| Estudiantes      | Ecuador       | 2021          | 2        | 0     |
| F. C. Van        | Armenia       | 2022          | 25       | 0     |
| Deportivo Cuenca | Ecuador       | 2023-act.     | 7        | 0     |
| Total carrera    | Total carrera | Total carrera | 188      | 5     |

## Palmarés

### Campeonatos nacionales
| Título             | Club         | País    | Año  |
| ------------------ | ------------ | ------- | ---- |
| Serie A de Ecuador | Delfín S. C. | Ecuador | 2019 |